# Alisa Kovalenko
Alisa Kovalenko (in ucraino Аліса Коваленко?; Zaporižžja, 24 settembre 1987) è una regista e militare ucraina.
Ha raccontato in diversi documentari la rivoluzione del 2014 e il conflitto russo-ucraino. Fa parte del gruppo SEMA Ukraine, che si occupa della violenza sessuale collegata ai conflitti nel suo Paese.

## Biografia
Alisa Kovalenko è nata nel 1987 a Zaporižžja in Ucraina e vive a Kiev. Il suo percorso formativo è iniziato con il giornalismo per poi proseguire fino a laurearsi alla Karpenko-Kary Theatre and Film University di Kyiv con specializzazione nella produzione di documentari. Ha anche studiato alla scuola di cinema Andrzej-Wajda a Varsavia avendo come insegnante anche il documentarista Marcel Łoziński. Le produzioni di Alisa Kovalenko sono state selezionate e premiate in Ucraina e in numerosi festival internazionali. Nel 2019, Alisa è diventata membro della European Film Academy.

## Produzione e attivismo
Coinvolta nella rivoluzione ucraina del 2014 e poi nella guerra del Dombass nell'Ucraina orientale, Alisa Kovalenko va a girare sulle barricate della rivoluzione di Maidan e filma la battaglia dall'aeroporto di Donetsk, producendo così il suo debutto "Sister Zo".
Coinvolta come regista e come osservatrice dietro la telecamera, è stata rapita e imprigionata dai separatisti con l'accusa infondata di essere un cecchino, ed è diventata una partecipante agli eventi violenti in corso. È un membro di SEMA Ukraine, gruppo che difende i diritti delle donne vittime di violenza sessuale in guerra, esperienza subìta dalla regista nel 2014 da parte di un ufficiale russo durante la prigionia. 
Ha poi diretto il suo secondo documentario, Alisa in Warland, realizzato nel 2015 con Liubov Durakova. Questo documentario, che racconta la sua esperienza traumatica ma anche il suo percorso da Euromaidan in poi, è intriso dei dolorosi interrogativi della regista e testimonia anche il suo rapporto con la collega, ed è incentrato sulle domande della regista durante questo viaggio difficile. È programmato in più di 60 festival e riceve numerosi riconoscimenti.
Home Games, realizzato nel 2018, alla periferia di Kyiv, è il suo terzo lungometraggio documentario. Frutto di tre anni di riprese, questo documentario ci porta attraverso la realtà del calcio amatoriale femminile in Ucraina.
.
Il film si nutre della vicinanza che la regista ha con la protagonista, Alina Shilovala
, di cui condividiamo convinzioni, dubbi e lotte quotidiane
. Intrappolata in una catena di difficili eventi familiari, l'eroina del film dovrà fare delle scelte.
Questo film ha anche ricevuto numerosi premi, in particolare come miglior documentario ucraino dall'Accademia cinematografica ucraina nel 2019.
Con l'invasione russa dell'Ucraina del 2022, si è arruolata nell'Esercito Volontario Ucraino, pur continuando la sua attività cinematografica. Ha realizzato da allora diversi film, We Will Not Fade Away, Girl Away from Home, My Dear Theo, Impronte, incentrati sulle donne ucraine durante la guerra e su motivi autobiografici.

## Vita privata
È sposata con Stéphane Siohan, giornalista francese corrispondente di Libération da Kiev, e ha un figlio, Theo, nato nel 2017.

## Filmografia
- 2014 - Video-poetry of Maidan
- 2014 - Sister Zo
- 2015 - Alisa in Warland
- 2018 - Home Games
- 2022 - Expedition 49
- 2023 - We Will Not Fade Away
- 2023 - Girl Away from Home, cortometraggio
- 2025 - My Dear Theo
- 2025 - Impronte

## Riconoscimenti e premi
- 2019: Festival Tracce di vite - Clermont-Ferrand (Francia) - Menzione speciale[14]
- 2018: Jihlava International Documentary Film Festival (Repubblica Ceca) - Candidato al Silver Eye Award[15]
- 2018: Festival Internazionale del Cinema Listapad - Minsk (Bielorussia) - Gran Premio per il miglior documentario[16]
- 2018: Festival internazionale del cinema di Odessa - Kyiv (Ucraina) - Miglior documentario europeo[17]
- 2018: IDFA - International Documentary Film Festival Amsterdam (Paesi Bassi) - Best of Fests[18]